# Ilerdorbinae
Ilerdorbinae es una subfamilia de foraminíferos bentónicos de la familia Cyclolinidae, de la superfamilia Cyclolinoidea, del suborden Cyclolinina y del orden Loftusiida. Su rango cronoestratigráfico abarca desde el Valanginiense (Cretácico inferior) hasta el Campaniense (Cretácico superior).

## Discusión
Clasificaciones previas incluían Ilerdorbinae en el suborden Textulariina y del orden Textulariida.

## Clasificación
Ilerdorbinae incluye a los siguientes géneros:
- Dohaia †
- Eclusia †
- Ilerdorbis †